# Eupithecia aegyptiaca
Eupitecia aegyptiaca es una especie de polilla de la familia Geometridae. La especie fue descrita por primera vez por Karl Dietze en 1910 con distribución en Egipto. El sintipo de la especie fue descrita en los alrededores de El Cairo.